# Otto-Dix-Preis
Der Otto-Dix-Preis ist nach dem Maler und Grafiker Otto Dix benannt und wird von der Kunstsammlung und Stadt Gera in der Geburtsstadt von Otto Dix vergeben.
Der Preis ist einer der höchstdotierten Kunstpreise für junge Kunst in Deutschland. Er wird im zweijährlichen Turnus vergeben. Der Preis ist mit insgesamt 20.000 EUR dotiert, hiervon sind 10.000 EUR als Preisgeld und 10.000 EUR für den Ankauf von Kunstwerken des Gewinners vorgesehen.
Laut Konzeption der Stadt Gera ist der Dix-Preis „ein Förderpreis für junge Künstlerinnen und Künstler im deutschsprachigen Raum und will jene junge Gegenwartskunst kontinuierlich unterstützen, die engagierte Zeitnähe mit reflektiertem Selbstbewusstsein verbindet, beidem originären künstlerischen Ausdruck verleiht und sich gängigen Rezeptionsmustern entzieht.“
Eine fünfköpfige Jury in jeweils neuer Konstellation ermittelt den Preisträger. Der Jury gehören ein Vertreter der Kunstsammlung Gera und des Förderers und drei Vertreter aus Museum, Kunstvermittlung oder Medien an. Den Initiatoren ist es besonders wichtig, mindestens einen Künstler in die Jury zu berufen.
Sponsor des Förderpreises war bis 2013 das Unternehmen GDF Suez. Seitdem wurde der Preis aufgrund der finanziellen Notsituation der Stadt Gera nicht mehr vergeben.

## Preisträger
- 1992: Michael Scheffer, Leipzig, geb. 1953 (Fotografie)
- 1994: Asta Gröting, Düsseldorf, jetzt Berlin, geb. 1961 (Skulptur, Installation)
- 1996: Rolf Bier, Hannover, geb. 1960 (Malerei, Installation)
- 1998: Daniel Richter, Hamburg, geb. 1962 (Malerei)
- 2001: Tobias Rehberger, Frankfurt/Main, geb. 1966 (Concept art, Installation, Skulptur)
- 2003: Markus Wirthmann, Berlin, geb. 1963 (Installation, Skulptur)
- 2005: kein Otto-Dix-Preis vergeben
- 2008: Jorinde Voigt, Frankfurt/Main jetzt Berlin, geb. 1977 (Malerei)
- 2010: Matthias Bitzer, Stuttgart jetzt Berlin, geb. 1975 (Malerei)
- 2012: Jan Brokof, Schwedt, geb. 1977 (Grafiker)[3]

## Sonstiges
Ein weiterer Preis, der nach Otto Dix benannt ist, ist der Otto-Dix-Abiturpreis, der seit 2019 an Schüler mit herausragenden Leistungen in der Kursstufe im Fach Kunst verliehen wird. Initiator ist der Förderverein Museum Haus Dix in Hemmenhofen. Vergeben wird der Preis jährlich zusammen mit dem Ministerium für Kultus und Sport Baden-Württemberg. 2020 haben 175 baden-württembergische Gymnasien den Preis verliehen.